# 莫諾爾鄉 (比斯特里察-訥瑟烏德縣)
46°58′N 24°42′E / 46.967°N 24.700°E
莫諾爾鄉（羅馬尼亞語：Comuna Monor, Bistrița-Năsăud），是羅馬尼亞的鄉份，位於該國西北部，由比斯特里察-訥瑟烏德縣負責管轄，面積53平方公里，海拔高度453米，2007年人口1,531，人口密度每平方公里29人。